# Chris Cornell
Chris Cornell, nato Christopher John Boyle (Seattle, 20 luglio 1964 – Detroit, 18 maggio 2017), è stato un cantante e musicista statunitense.
Noto come frontman delle band Soundgarden, Temple of the Dog e Audioslave, si è cimentato anche come artista solista.
Cornell è considerato una figura chiave del movimento grunge anni novanta ed era noto per la sua notevole estensione vocale di quasi quattro ottave e la sua tecnica canora. Ha ricevuto una nomination al Golden Globe per la sua canzone The Keeper, incluso nella colonna sonora del film del 2011 Machine Gun Preacher. Durante la sua carriera ha venduto oltre 30 milioni di copie di dischi e ha ricevuto 18 candidature al Grammy Award, vincendolo in tre occasioni. Si è inoltre piazzato alla posizione numero 4 della lista dei migliori cantanti heavy metal di tutti i tempi stilata da Hit Parader,  alla numero 80 della lista dei migliori cantanti di tutti i tempi secondo Rolling Stone (e alla numero 9 della medesima classifica secondo i lettori della rivista) e alla 12 della classifica delle "Migliori 22 voci nella musica" del 2005 di MTV. In un sondaggio di Guitar World ai propri lettori, è stato decretato il miglior cantante rock di sempre.

## Biografia

### Infanzia, adolescenza e prime esperienze musicali
Chris Cornell cresce a Seattle. Sua madre, Karen Cornell, è una impiegata di famiglia ebraica, attiva anche come sensitiva e Intuitive Counselor. Suo padre, Edward F. Boyle, è un farmacista di origine irlandese. Ha due fratelli maggiori, Peter e Patrick, e tre sorelle minori, Katy, Maggie e Susy. Da bambino frequenta la Christ the King, scuola elementare cattolica, dove si esibisce per la prima volta di fronte ad un pubblico, cantando la canzone pacifista One tin soldier. Durante l'adolescenza frequenta la Shorewood High School, dalla quale la madre ritira lui e la sorella poco prima che vengano espulsi per essere troppo 'curiosi':
Dopo il divorzio dei genitori prende il cognome della madre. Fin dalla pre-adolescenza, Cornell è esposto al consumo di alcol, a partire dal quale sperimenta l'uso di droghe. Vive inoltre fasi di profonda depressione ed isolamento, soffre di attacchi di panico ed agorafobia.

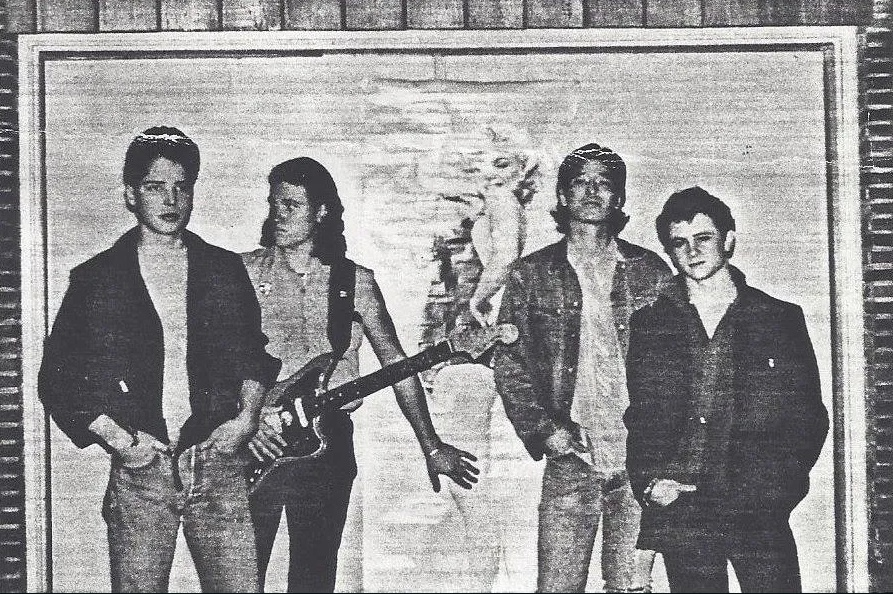
I The Shemps a Seattle nel 1983

In questi stessi anni comincia ad ascoltare musica, influenzato da artisti quali Little Richard e i Beatles, specie gli album Rubber Soul, Abbey Road e Sergent Pepper. Dopo alcune lezioni di piano, Cornell riceve in regalo dalla madre un rullante, e sperimenta da batterista il suo primo approccio alla musica suonata, interessandosi ai Police Un altro ascolto fondamentale, dai 17 ai 19 anni, è Elvis Costello, così come inevitabile è l'incontro con Led Zeppelin, Black Sabbath e Rolling Stones, band inglesi che all'epoca dominavano le radio americane. Prima di diventare un musicista professionista, Cornell lavora come lavapiatti, pescivendolo e aiuto-cuoco. Nei primi anni Ottanta forma i The Shemps, con Matt Dentino e Hiro Yamamoto, cover band che si esibisce a Seattle e dintorni.
Così Cornell descrive il percorso musicale che lo ha portato da aspirante buon batterista a cantante e songwriter:
Cornell, dotato di una calda voce baritonale in grado di cantare note alte grazie a quasi quattro ottave di estensione, come interprete dirà di sé:

### Esordi e successo con i Soundgarden (1984-1997)

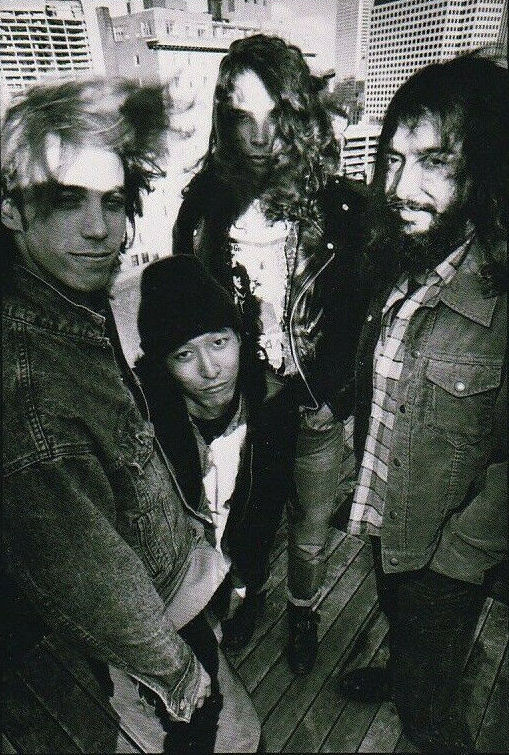
I Soundgarden a Seattle nel 1987

Nel 1984 nascono i Soundgarden con Chris Cornell alla voce e alla batteria, Hiro Yamamoto al basso e Kim Thayil alla chitarra. Per permettere a Cornell di concentrarsi sul canto, nel 1985 viene reclutato il batterista Scott Sundquist, poi sostituito in pianta stabile da Matt Cameron, ex Skin Yard. 
Nel 1985 Chris Cornell conosce Susan Silver, che diverrà la manager dei Soundgarden e degli Alice in Chains, nonché la sua prima moglie.
Nel 1987 i Soundgarden pubblicano il loro primo EP, Screaming Life (SubPop), e compaiono nella compilation Deep Six (C/Z) con altre band seminali della scena di Seattle. Seguono Ultramega Ok (SST, 1988) e Louder than love (A&M, 1989).
Nel 1990 muore di overdose Andrew Wood, coinquilino di Cornell e cantante dei Mother Love Bone. La tragedia segna, secondo Cornell, la fine dell'innocenza della scena musicale di Seattle.
In ricordo dell'amico scomparso Cornell scrive alcune canzoni e le propone a Stone Gossard e Jeff Ament, compagni di Wood. A loro si uniscono il chitarrista Mike McCready e Matt Cameron, dando vita al progetto Temple of the dog, band che pubblica l'album omonimo, tra i più amati della scena cosiddetta grunge:
Sull'eroina nell'ambiente musicale di Seattle dirà:
Nel brano Hunger Strike canta anche Eddie Vedder, futuro cantante dei Pearl Jam, a cui sarà legato da profonda amicizia. Così Mc Cready ricorda quel momento:
Nel 1991, anno di esplosione del grunge con Nevermind dei Nirvana e Ten dei Pearl Jam, i Soundgarden ottengono un ottimo successo con Badmotorfinger. Così Cornell ricorda l'accoglienza riservata al testo di Outshined, uno dei singoli:
Nel 1992 Chris Cornell appare nel film Singles - L'amore è un gioco di Cameron Crowe, sia con la band, che con i protagonisti Cliff Poncier (Matt Dillon) e Janet (Bridget Fonda). Della scena musicale di Seattle Chris Cornell dirà:
Nel 1993 Chris Cornell, durante uno dei suoi periodi di isolamento, taglia l'iconica chioma corvina:
Nel 1994 i Soundgarden ottengono la definitiva consacrazione pop con Superunknown (1994), trainato dai singoli Black Hole Sun e Spoonman. I testi sono influenzati dalla poesia di Sylvia Plath, di cui Cornell è avido lettore.
Segue il disco Down on the upside (1996).
Nello stesso anno Cornell partecipa a We're Outta Here!, l'ultimo concerto dei Ramones, introducendo la band e Ben Shepherd sul palco prima che suonassero Chinese Rocks.
Nell'aprile 1997 la A&M Records dirama un comunicato ufficiale nel quale annuncia lo scioglimento dei Soundgarden.

### Carriera solista, Audioslave ereunioncon i Soundgarden (1999-2017)

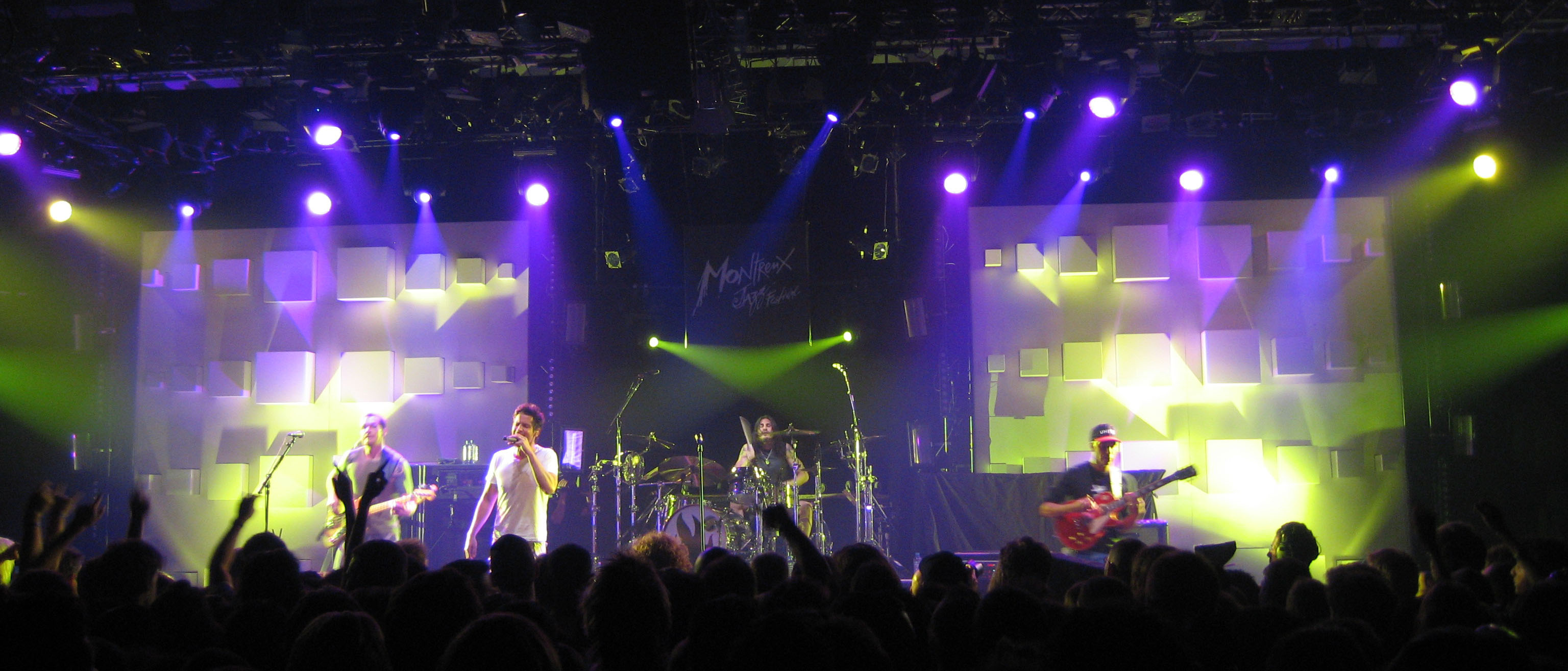
Chris Cornell in concerto con gli Audioslave al Montreux Jazz Festival 2005

Dopo lo scioglimento dei Soundgarden, Chris Cornell si sperimenta nella carriera solista con Euphoria Morning (1999). L'album vede la collaborazione di Alain Johannes e Natasha Schneider degli Eleven, e contiene il brano Wave Goodbye, tributo a Jeff Buckley, scomparso qualche anno prima. La canzone When I'm Down sarà invece spesso eseguita dal vivo da Cornell e dedicata a Natasha Schneider, scomparsa nel 2008. Nonostante il successo del singolo Can't Change Me, nominato come Best Male Rock Vocal Performance ai Grammy Awards nel 2000,  l'album non supera le 400.000 mila copie negli USA. Del disco, Cornell disse:
Nel 2000 nasce la prima ed unica figlia di Chris Cornell e Susan Silver, Lilian Jean, detta Lily.  La coppia divorzierà nel 2004 e, nello stesso anno, Cornell sposa Vicky Karayannis, una publicist di origini greche con base a Parigi, da cui ha la figlia Toni (n.2004) e il figlio Christopher Nicholas (n.2005).
Nel 2001 si unisce ai membri dei Rage Against the Machine, rimasti senza il cantante Zack de la Rocha, con i quali forma gli Audioslave. Dopo tre album, Audioslave (2002), Out of Exile (2005) e Revelations (2006), Cornell lascia e la band si scioglie.
Esce il secondo album solista, Carry On (2007), contenente You Know My Name, canzone dei titoli di testa del film Casino Royale, . All'album partecipa Gary Lucas dei Captain Beefheart, che suona la chitarra acustica. Durante la registrazione del disco, Cornell ha un incidente in motocicletta. A supporto del disco Cornell parte in tour, dapprima come opening act di Aerosmith e Linkin Park, poi in autonomia, accompagnato dai chitarristi Yogi Lonich e Peter Thorn, dal bassista Corey McCormick e il batterista Jason Sutter, band che definisce capace di suonare tutto il suo repertorio, dai Soundgarden agli Audioslave al materiale solista.
Per il suo terzo album, Scream (2009), Cornell si avvale della collaborazione di Timbaland. Nonostante la sostanziale bocciatura della critica musicale, l'album conquista la posizione n.10 della classifica Billboard 200.
Nel 2010 partecipa agli album di Slash e di Carlos Santana e annuncia la reunion dei Soundgarden dal suo sito ufficiale: «La pausa di 12 anni è finita ed è ora di ricominciare la scuola. I Cavalieri della tavola del suono sono tornati!»
Nel frattempo prosegue con successo il tour acustico Songbook, con il quale tocca USA, Australia, Nuova Zelanda e Sudamerica. Dopo la pubblicazione dell'omonimo album (2011), contenente tracce live registrate in tour, Cornell si esibisce in Europa e nuovamente negli USA. Oltre ai brani di Soundgarden, Temple of the dog e Audioslave, il disco contiene due cover acustiche di Thank you dei Led Zeppelin e Imagine di John Lennon.
Con i Soundgarden incide il sesto album, King Animal (2012), e successivamente Higher Truth (2015), suo quarto album solista.
Nel 2013 Chris Cornell presenta le concittadine Heart per la loro cerimonia di induzione nella Rock'n'Roll Hall of Fame. Così lo ricorda Ann Wilson:
Per i titoli di coda di The Promise (2016), film sul genocidio armeno diretto da Terry George, incide l'omonimo brano, i cui proventi vengono dati in beneficenza.

### Morte, tributi e uscite postume

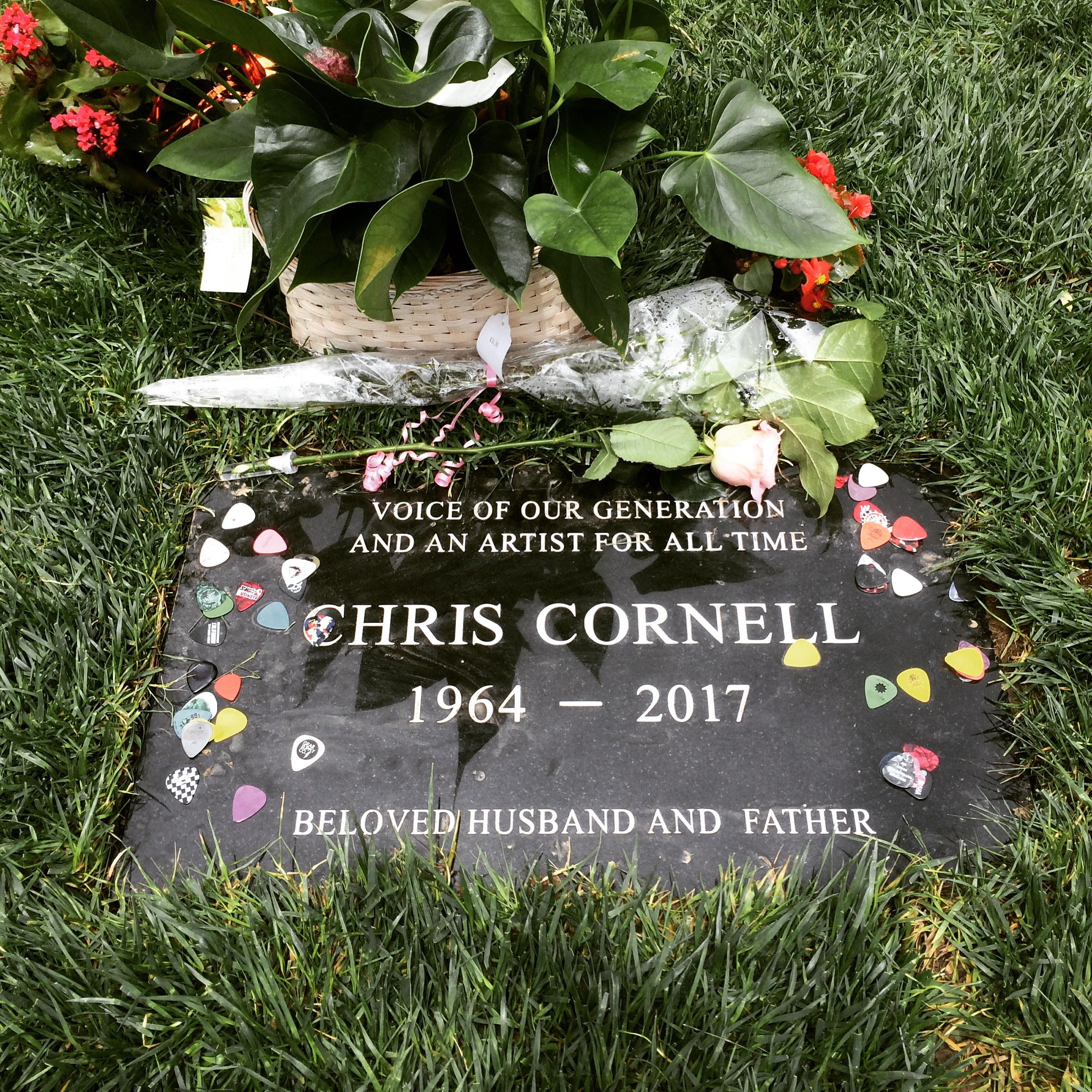
La tomba di Cornell situata all'Hollywood Forever Cemetery di Los Angeles

Nella notte del 17 maggio 2017, dopo un concerto dei Soundgarden a Detroit, Chris Cornell viene trovato morto nella sua stanza d'albergo. Stando all'autopsia, il cantante si è tolto la vita tramite impiccagione. Dopo la cerimonia funebre privata tenutasi il 23 maggio, con la cremazione e la sepoltura nel Garden of Legends dell'Hollywood Forever Cemetery, vicino al cenotafio di Johnny Ramone, il 26 maggio si è svolta una commemorazione pubblica a cui hanno partecipato numerosi familiari, colleghi e amici di Cornell, fra cui l'ex moglie e manager Susan Silver, i compagni di band nei Soundgarden, Jerry Cantrell, Courtney Love, Tom Morello, Chester Bennington, gli attori Brad Pitt e Christian Bale e molti altri.
Alla morte di Cornell, l'ondata di sgomento che ha travolto la scena musicale è stata enorme, specie fra coloro che lo hanno conosciuto:
(Stone Gossard, lettera di buon compleanno a Chris Cornell)
(Jerry Cantrell)
Nel febbraio 2018 è uscito un singolo postumo di Cornell, You Never Knew My Mind, contenuto nell'album Johnny Cash: Forever Words, omaggio di artisti vari a Johnny Cash.
Nel 2019 a Cornell viene assegnato un Grammy award postumo come Best Rock Performance per il brano When Bad Does Good. Nello stesso anno, a Los Angeles, si è tenuto un concerto-tributo a Cornell intitolato I Am the Highway, con numerosi artisti che si cimentano in brani di Cornell; partecipano, fra gli altri, Josh Homme con Rusty Cage, i Melvins con Spoonman, Dave Grohl, Robert Trujillo & Audioslave con Show Me How to Live. Durante la serata, introdotta dai Soundgarden, Stone Gossard (Green River, Mother Love Bone, Temple of the dog e Pearl Jam) ha tenuto un discorso per ricordare l'importanza di Cornell per la scena musicale di Seattle.
Nel 2020 è stata annunciata la lavorazione di un docufilm sulla vita di Cornell ideato, scritto e prodotto da Brad Pitt. Sempre nel 2020, a dicembre, esce postumo l'album di cover realizzate da Cornell No One Sings Like You Anymore, Vol. 1, anticipato dal singolo Patience, originariamente dei Guns N Roses, che raggiunge la prima posizione della Mainstream Rock Songs di Billboard, risultato mai raggiunto precedentemente da un brano di Cornell.

## Discografia solista

### Album in studio
- 1999 – Euphoria Morning
- 2007 – Carry On
- 2009 – Scream
- 2011 – Songbook
- 2015 – Higher Truth

### Album di cover
- 2020 – No One Sings Like You Anymore, Vol. 1

### Raccolte
- 2007 – The Roads We Choose – A Retrospective
- 2018 – Chris Cornell

### Singoli
- 1999 – Flutter Girl
- 1999 – Can't Change Me
- 2000 – Preaching the End of the World
- 2006 – You Know My Name
- 2007 – No Such Thing
- 2007 – Arms Around Your Love
- 2007 – She'll Never Be Your Man
- 2008 – Long Gone
- 2008 – Watch Out
- 2008 – Ground Zero
- 2008 – Scream
- 2009 – Part of Me
- 2015 – Nearly Forgot My Broken Heart
- 2017 – The Promise
- 2018 – When Bad Does Good
- 2020 – Patience

### Collaborazioni
- 1991 – Screaming Trees - Uncle Anesthesia (cori nei brani Uncle Anesthesia, Before We Arise, Alice Said)
- 1992 – Alice in Chains - Sap EP (voce nel brano Right Turn)
- 1993 – Artisti Vari - Stone Free (A Tribute To Jimi Hendrix) (voce nel brano Hey Baby (Land Of The New Rising Sun) dei M.A.C.C.)
- 1994 – Alice Cooper - The Last Temptation (voce nei brani Stolen Prayer e Unholy War)
- 1997 – Artisti Vari - A Very Special Christmas 3 (voce nel brano Ave Maria)
- 2010 – Slash - Slash (voce nel brano Promise)
- 2010 – Carlos Santana - Guitar Heaven: The Greatest Guitar Classics of All Time (voce nel brano Whole Lotta Love)
- 2011 – Andrew Wood - Melodies & Dreams (voce nel brano Island Of Summer)
- 2015 – Mad Season, Seattle Symphony - Sonic Evolution (voce nei brani Long Gone Day, River Of Deceit, I Don't Know Anything, Wake Up e Call Me A Dog e Reach down con i Temple of the Dog)
- 2015 – Zac Brown Band - Jekyll + Hyde (voce nel brano Heavy Is The Head)
- 2016 – Beat Bugs - Best Of Seasons 1+2 (Music From The Netflix Original Series) (voce nel brano Drive My Car)
- 2017 – Gabriel Yared - The Promise (Original Motion Picture Soundtrack) (colonna sonora dell'omonimo film; voce nel brano The Promise)
- 2017 – Artisti Vari - Singles (Original Motion Picture Soundtrack) (colonna sonora dell'omonimo film; voce nei brani Seasons, Ferry Boat #3, Score Piece #4 e, con lo pseudonimo di Poncier (protagonista del film), nei brani Nowhere But You, Spoon Man, Flutter Girl, Missing)
- 2018 – Artisti Vari - Johnny Cash Forever Words (voce nel brano You Never Knew My Mind)

## Riconoscimenti
MTV Video Music Award
- 1994 – MTV Video Music Awards, miglior video rock per Black Hole Sun con Soundgarden[86]
- 1995 – Grammy Award, miglior interpretazione metal per Spoonman con i Soundgarden[87]
- 1995 – Grammy Award, miglior  interpretazione hard rock per Black Hole Sun con i Soundgarden[88]
- 2019 – Grammy Award, miglior interpretazione rock per When Bad Does Good[10]

Satellite Awards
- 2006 – Satellite Award, miglior canzone originale per You Know My Name di Casino Royale[89]

World Soundtrack Awards
- 2007 – World Soundtrack Awards, miglior canzone originale scritta per un film a You Know My Name di Casino Royale[90]